# War of the Theatres
Als War of the Theatres (deutsch: Krieg der Theater) wird eine öffentlich geführte Fehde zwischen drei namhaften Schriftstellern des späten Elisabethanischen Theaters bezeichnet; Einer der Beteiligten, Thomas Dekker verwandte den Begriff Poetomachia (von Poet [+ o] + Latein: -machia oder seinem Etymon des altgriechischen: -μαχία).
Am 1. Juni 1599 unterzeichneten die Bischöfe John Whitgift und Richard Bancroft eine Anordnung zum Verbot einer Reihe satirischer Schriften („Bishops Ban“). Als die Satiriker jener Zeit nunmehr auf die Bühne auswichen entstand hierbei zwischen 1599 und 1602 eine Kontroverse zwischen den Dramatikern Ben Jonson auf der einen Seite und seinen Rivalen John Marston und Thomas Dekker (mit Thomas Middleton als Unterstützer) auf der anderen Seite. Die Rolle, die William Shakespeare in dem Konflikt spielte, so er denn überhaupt beteiligt war, ist seit langem ein Streitpunkt unter Gelehrten.

## Abfolge der Ereignisse
1. In seinem Stück Histriomastix (1599), karikierte Marston mit seinem Charakter Chrisoganus Jonsons Stolz
2. Jonson antwortete im gleichen Jahr seinem Every Man out of His Humour mit der Verspottung Marstons wortreichem Stil (aufgeführt von den  Lord Chamberlain’s Men; Die Reihenfolge dieser ersten beiden Ereignisse wurde vom Professor für englische Studien an der Long Island University, James P. Bednarz, in Frage gestellt, der argumentiert, dass (a) Histriomastix bewusst in den letzten Wochen des Jahres 1599 veröffentlicht wurde, als Kritik an Jonsons Every Man Out … und dass (b) Jonsons Verunglimpfung von Histriomastix in Every Man Out (III.iv.29) erst später an das bereits abgeschlossene Stück hinzugefügt wurde – als Erwiderung auf Marstons ersten Angriff.)[2][3]
3. Marston antwortete im Jahr darauf mit Jack Drum’s Entertainment, ein Stück, welches von den Children of Paul’s auf die Bühne gebracht wurde. Hierin wird Jonson kaum verhohlen als gehörnter Kritiker gezeichnet (Brabant Senior).
4. In Cynthia’s Revels (1600), dargebracht von den Children of the Chapel, überzeichnet Jonson seine Rivalen Marston und Dekker gleichermaßen: Marston, dargestellt als Hedon, ein „kleiner wollüstiger Zecher“ („light voluptuous reveller“) und Dekker als Anaides, aufgeblasen, fordernd und befremdlich („a strange arrogating puff“).
5. Marston griff Jonson in What You Will (1601) an; ein Stück, das höchst vermutlich von den Children of Paul’s aufgeführt wurde.
6. Jonson antwortete mit The Poetaster (1601), ebenfalls mit den Children of the Chapel, in dem Jonson eine Figur darstellen lässt, wie sie die zuvor verdauten bombastischen und lächerlichen Worte Marstons erbricht.
7. Dekker vervollständigte die Abfolge mit dem Stück Satiromastix (1601), indem er drei Figuren des Poetaster (Horace,  Crispinus, Demetrius) aufgriff und  Jonson (als Horace) als einen arroganten und überheblichen Pharisäer verspottet. Es wurde gleichermaßen von den Children of Paul’s und den Lord Chamberlain’s Men aufgeführt.

Thomas Dekker unterstellt hier, dass Jonson sich in seinem Stück Cynthia’s Revels (1600) als verständiger Richter über die Kunst („criticus“) dargestellt zu haben („a creature of almost perfect and divine temper“ in Akt II, Szene iii). Einige Beobachter haben dargelegt, dass selbst ein Jonson nicht so sehr eitel war, sich dermaßen ins Licht zu setzen und befürworten eher eine Anspielung an John Donne, von dem später in dem Stück die Rede ist. Einzelne Exegeten haben versucht andere Anspielungen auf historische und literarische Personen in den Charakteren des Stücks zu finden. Dr. Robert Cartwright glaubt im Charakter William Rufus Shakespeare zu erkennen.
Anscheinend haben sich Jonson und Marston später arrangiert und 1605 sogar mit George Chapman an dem Stück Eastward Hoe mitgewirkt. Dieses Schauspiel beleidigte König Jakob I. mit einer Satire, in welcher der schottische Neuadel der Lächerlichkeit preisgegeben wurde; jener Teil könnte von Marston stammen. Während Marston den daraufhin angeordneten Verhaftungen entging, wanderten Jonson und Chapman für eine kurze Zeit ins Gefängnis.

## Kontext
Shakespeare erwähnte möglicherweise den War of the Theatres in einer Szene zwischen Hamlet und den Spionen Rosencrantz und Guildenstern:
Rosenkranz: Wahrhaftig, es hat an beiden Seiten viel zu thun gegeben, und das Volk macht sich kein Gewissen daraus, sie zum Streit aufzuhetzen. Eine Zeit lang war kein Geld mit einem Stück zu gewinnen, wenn Dichter und Schauspieler sich nicht darin mit ihren Gegnern herumzausten.
Hamlet: Ist es möglich?
Güldenstern: O, sie haben sich gewaltig die Köpfe zerschlagen. (Hamlet 2.2.362-9)
Wissenschaftler sind unterschiedlicher Ansicht zu den Gründen und Ausmaßen der Rivalitäten in dieser „Poetomachia“. Einige sahen es eher als einen Wettbewerb zwischen den Theaterkompanien an, denn einen zwischen den einzelnen Schriftstellern; allerdings ist dies nur die Meinung Weniger. Es wurde sogar angenommen, dass die beteiligten Dramatiker sich gar nicht als Rivalen sahen und sogar einander schätzten. Der „War“ also nur ein Vehikel um sich und ihre Werke bekannter zu machen, „Geplanter ... Streit, um sich gegenseitig als literarische Personen zu  bewerben sowie aus Profitstreben.“ (Eine vergleichbare, heutige Erscheinungsform wäre der „Beef“, ein, zumeist inszenierter, Streit zwischen Musikern der Hip-Hop-Kultur.) Die meisten Kritiker sehen in der Poetomachia jedoch eine Mischung aus persönlichen Rivalitäten und ernsthaften künstlerischen Anliegen: „ein Mittel, um Unterschiede aggressiv hervorzuheben […] in der Literaturtheorie [… eine] grundlegende philosophische Debatte über den Status der Urheberschaft in Literatur und Drama“.

## Belegende und weiterführende Literatur
- James P. Bednarz  Shakespeare and the Poets' War, Columbia University Press, New York 2001
- Edmund Kerchever Chambers The Elizabethan Stage. 4 Bände, Clarendon Press, Oxford 1923
- F. E. Halliday: A Shakespeare Companion 1564–1964, Penguin, Baltimore 1964
- Heather Anne Hirschfeld: Joint Enterprises: Collaborative Drama and the Institutionalization of English Renaissance Theatre., University of Massachusetts Press, Boston 2004
- Terence P. Logan und Denzell S. Smith, Hrsg.: The Popular School: A Survey and Bibliography of Recent Studies in English Renaissance Drama., University of Nebraska Press, Lincoln 1975
- Josiah Harmar Penniman (1868–1941): The war of the theatres, Robarts – University of Toronto 1897 online im Internet Archive